# Vulevi Ivan Assenov
Vulevi Ivan Assenov (traslitera Иван Асенов Vulevi) 1932 - 2004 ) fue un botánico búlgaro.
- La abreviatura «Assenov» se emplea para indicar a Vulevi Ivan Assenov como autoridad en la descripción y clasificación científica de los vegetales.[2]